# Lista dos países que mais utilizam a tecnologia
A lista dos países que mais utilizam a potencia tecnologica foi encomendada pela Nokia Siemens Networks e criada por Leonard Waverman, da London Business School, e pela empresa de consultoria LECG.

## Elaboração da lista
Esta lista (que em inglês tem o nome de Connectivity Scorecard) mede a disponibilidade das Tecnologias da Informação e Comunicação num determinado país, dentre os cinquenta listados, bem como o nível de utilização dessas mesmas tecnologias pela população, governo e empresas em atividades economicamente produtivas.
A lista divide-se em duas sub-listas: uma com os países que utilizam as tecnologias mais avançadas ou que estão próximos de usá-las; e outra com as economias baseadas na eficiência e geração de renda, gerando economia local.
A lista já teve duas edições: a primeira em Janeiro de 2008 e a segunda em Janeiro de 2009.

### Economias baseadas na inovação
| Posição | País           | Pontuação |
| ------- | -------------- | --------- |
| 1       | Estados Unidos | 7,71      |
| 2       | Suécia         | 7,47      |
| 3       | Brasil         | 7,18      |
| 4       | Países Baixos  | 6,75      |
| 5       | Noruega        | 6,51      |
| 6       | Reino Unido    | 6,44      |
| 7       | Canadá         | 6,15      |
| 8       | Austrália      | 6,14      |
| 9       | Singapura      | 5,99      |
| 10      | Japão          | 5,87      |
| 11      | Finlândia      | 5,82      |
| 12      | Irlanda        | 5,70      |
| 13      | Alemanha       | 5,37      |
| 14      | Hong Kong      | 5,33      |
| 15      | França         | 5,22      |
| 16      | Nova Zelândia  | 4,85      |
| 17      | Bélgica        | 4,65      |
| 18      | Coreia do Sul  | 4,17      |
| 19      | Itália         | 3,99      |
| 20      | Chéquia        | 3,71      |
| 21      | Espanha        | 3,49      |
| 22      | Portugal       | 3,02      |
| 23      | Hungria        | 2,72      |
| 24      | Dinamarca      | 2,62      |
| 25      | Polónia        | 2,49      |

### Economias baseadas na eficiência de utilização de recursos
| País          | Posição | Pontuação |  |
| ------------- | ------- | --------- |  |
| Países Baixos | 1       | 7,08      |  |
| Turquia       | 2       | 6,71      |  |
| Chile         | 3       | 6,59      |  |
| África do Sul | 4       | 5,76      |  |
| México        | 5       | 5,39      |  |
| Rússia        | 6       | 5,37      |  |
| Argentina     | 7       | 5,14      |  |
| Grécia        | 8       | 5,12      |  |
| Colômbia      | 9       | 4,08      |  |
| Botswana      | 10      | 3,98      |  |
| Tailândia     | 11      | 3,75      |  |
| Irão          | 12      | 3,62      |  |
| Ucrânia       | 13      | 3,60      |  |
| Tunísia       | 14      | 3,50      |  |
| China         | 15      | 3,19      |  |
| Filipinas     | 16      | 3,17      |  |
| Egito         | 17      | 3,02      |  |
| Sri Lanka     | 18      | 2,87      |  |
| Vietname      | 19      | 2,75      |  |
| Índia         | 20      | 1,88      |  |
| Indonésia     | 21      | 1,87      |  |
| Quênia        | 22      | 1,75      |  |
| Bangladesh    | 23      | 1,60      |  |
| Paquistão     | 24      | 1,54      |  |
| Nigéria       | 25      | 1,30      |  |